# Convenção Internacional de Proteção das Plantas
A Convenção Internacional de Proteção das Plantas (CIPP) (em inglês:  International Plant Protection Convention, IPPC) é um tratado internacional originado da 6ª Conferência da FAO (Organização das Nações Unidas para Alimentação e Agricultura) em 1951. Sediado em Roma, é formado por 127 países. O tratado visa assegurar medidas de prevenção à introdução e disseminação de pragas que ameacem os vegetais e seus produtos, bem como, promover meios de controle. Estabelece entendimentos e implementação dos princípios de proteção das plantas relativos ao comércio, a harmonização de medidas fitossanitárias, o suporte aos programas de cooperação técnica da FAO e outras organizações como a OMC, e ainda, padrões fitossanitários e acompanhamento do tema diante dos acordos regionais de integração.
A Convenção criou um órgão de governo composto por cada parte, conhecido como Comissão de Medidas Fitossanitárias, que supervisiona a implementação da convenção. Em agosto de 2017, a convenção tinha 183 partes, sendo 180 estados-membros das Nações Unidas e as Ilhas Cook, Niue e a União Europeia. A convenção é reconhecida pelo Acordo sobre a Aplicação de Medidas Sanitárias e Fitossanitárias (Acordo SPS) da Organização Mundial do Comércio (OMC) como o único órgão internacional de definição de padrões para a saúde vegetal.

## Funcionamento

### Pontos vitais:
- A CIPV é um acordo dinâmico que evolui continuamente para enfrentar os desafios fitossanitários emergentes, como as mudanças climáticas e o aumento do comércio internacional. Ela promove a cooperação entre os países e a harmonização das medidas fitossanitárias, contribuindo para a saúde das plantas e o desenvolvimento sustentável.

- A CIPV estabelece Normas Internacionais para Medidas Fitossanitárias (NIMFs), que fornecem diretrizes para os países membros desenvolverem medidas fitossanitárias eficazes e seguras. Essas medidas incluem inspeção, quarentena, tratamento e certificação fitossanitária.
- desempenha um papel vital na proteção da agricultura global, segurança alimentar e biodiversidade. Ao prevenir a propagação de pragas, a CIPV ajuda a garantir a produção de alimentos, proteger o meio ambiente e facilitar o comércio internacional.
- A CIPV se aplica a todos os tipos de plantas e produtos vegetais, incluindo sementes, mudas, frutas, legumes, madeira e grãos.
- A CIPV exige que as plantas e produtos vegetais que circulam internacionalmente sejam acompanhados por um Certificado Fitossanitário. Este documento atesta que o material vegetal foi inspecionado e está livre de pragas quarentenárias.
- A CIPV promove a cooperação entre os países para o desenvolvimento e implementação de medidas fitossanitárias eficazes. Isso inclui o intercâmbio de informações, tecnologias e experiências.
- é administrada pela Organização das Nações Unidas para Alimentação e Agricultura (FAO) e possui mais de 180 países membros.

## Proteção da Agricultura e do Meio Ambiente Global
A CIPV desempenha um papel vital na proteção da agricultura e do meio ambiente global. Ao prevenir a disseminação de pragas, a CIPV contribui para:
● Segurança alimentar: Protege as culturas agrícolas, garantindo a produção de alimentos e a segurança alimentar global.
● Proteção da biodiversidade: Impede a introdução de espécies invasoras que podem causar danos irreversíveis aos ecossistemas.
● Facilitação do comércio: As NIMF fornecem um conjunto de normas internacionais que facilitam o comércio de plantas e produtos vegetais, garantindo a segurança fitossanitária.

## Normas Internacionais para Medidas Fitossanitárias (NIMF)
A CIPV estabelece as NIMF, que fornecem diretrizes harmonizadas para medidas fitossanitárias. Essas normas são usadas pelos países para desenvolver regulamentos e procedimentos fitossanitários.
As NIMF são a principal ferramenta da CIPVConvenção Internacional de Proteção dos Vegetais (CIPV) para atingir os seu objetivos: a CIPV é a única organização global de definição de padrões para a sanidade vegetal.